# Tremella aurantia
Espèce
Tremella aurantia est une espèce de champignons (Fungi) basidiomycètes de la famille des Tremellaceae. C'est un mycoparasite de la Stérée hirsute, une espèce de champignons agaricomycètes.

## Dénomination
Tremella vient du latin tremere, « trembler », et du suffixe -ella, « petit », en référence au comportement de cette masse gélatineuse. L'épithète spécifique aurantia, « doré », fait allusion à sa couleur.
Le champignon porte le nom vernaculaire de Trémelle orangée ou d'oreille d'or.
Elle se confond fréquemment avec la Trémelle mésentérique et appartient aux mycètes communément appelés « champignons gelées », parmi lesquels on retrouve l'Oreille de Judas.